# أندي نورث
أندي نورث (بالإنجليزية: Andy North)‏ هو لاعب غولف أمريكي، ولد في 9 مارس 1950 في ثورب في الولايات المتحدة.

## وصلات خارجية
- أندي نورث على موقع رابطة لاعبي الغولف المحترفين (الإنجليزية)
- أندي نورث على موقع التصنيف العالمي الرسمي للغولف (الإنجليزية)
- أندي نورث على موقع إن إن دي بي (الإنجليزية)